# Sarviperänsaari
Sarviperänsaari är en ö i Finland. Den ligger i sjön Iijärvi och i kommunen Kuusamo i den ekonomiska regionen  Koillismaa ekonomiska region  och landskapet Norra Österbotten, i den nordöstra delen av landet, 600 km norr om huvudstaden Helsingfors. Öns area är 0,4 hektar och dess största längd är 120 meter i öst-västlig riktning.